# Cristianismo en Angola

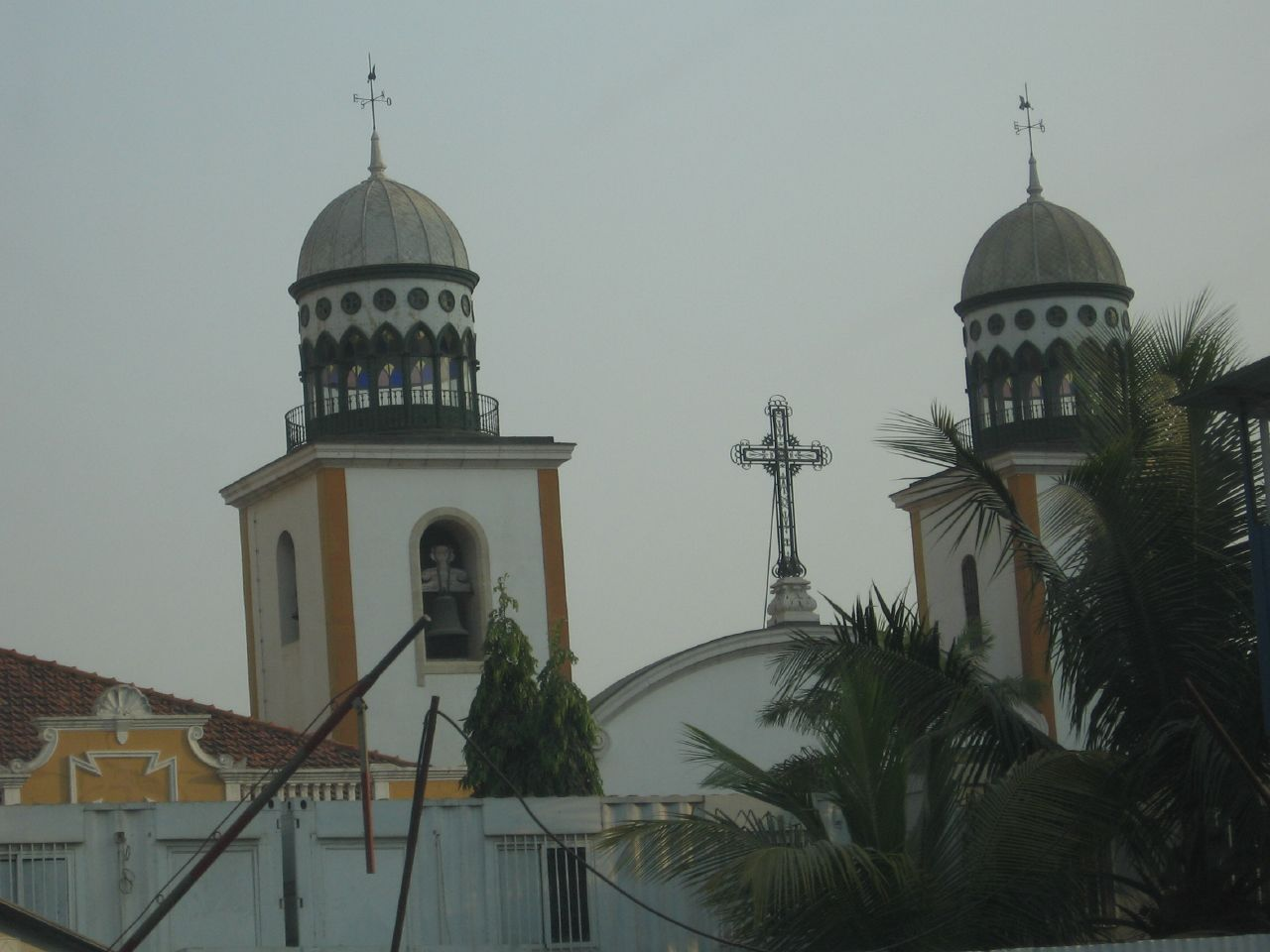
Catedral de Luanda

El cristianismo en Angola está presente desde el año 1491. Hoy en día, el 79% de los angoleños practican alguna forma de cristianismo, siendo los católicos la mayoría.
El cristianismo en Angola comenzó en 1491, con una misión católica en la zona de São Salvador. João I, Manikongo del poderoso Reino del Kongo, convertido al cristianismo, y su hijo Afonso I del Congo, también cristiano y  también conocido como Afonso I, se convirtieron en figuras conocidas y reinaron de 1509 a 1543.
En 1878, los primeros misioneros protestantes, los bautistas británicos, llegaron a Angola. En 1897, se estableció la Misión Evangélica de Angola en Cabinda, y la Misión de Angola del Norte, que comenzó en 1925, en Uige.
En la Angola contemporánea, los Bakongo son uno de los grupos más fuertemente cristianos, con sólo un 1,5% de creencias indígenas. Los grupos que no son cristianos son los Mumuila, Mbwela (Nganguela), Mungambwe, Kwangali, Himba y Nyaneka.
Según el The CIA World Factbook, el 41% de la población practica el catolicismo. El 38% son protestantes, mientras que 21% practican creencias indígenas, otras religiones o ninguna religión.
La afiliación religiosa en Angola era difícil de definir porque muchos de los que afirmaban pertenecer a una determinada denominación cristiana también compartían percepciones del orden natural y sobrenatural característico de los sistemas religiosos indígenas. A veces la esfera cristiana de la vida de una comunidad estaba institucionalmente separada de la esfera indígena. En otros casos, el significado y la práctica local del cristianismo fueron modificados por los patrones indígenas de creencias y prácticas.

## Misiones católicas
Aunque durante la época colonial las misiones católicas contaban en gran medida con personal no portugués, los estatutos y acuerdos pertinentes establecían que los misioneros extranjeros sólo podían ser admitidos con la aprobación del gobierno portugués y de la Santa Sede y a condición de que se integraran en la organización misionera portuguesa. A los misioneros católicos extranjeros se les exige que renuncien a las leyes de su propio país, se sometan a la ley portuguesa y presenten pruebas de su capacidad para hablar y escribir correctamente el idioma portugués. La actividad misionera se puso bajo la autoridad de sacerdotes portugueses. Todo esto era coherente con la Ley Colonial de 1930, que promovía la idea de que las misiones católicas portuguesas en el extranjero eran i«nstrumentos de civilización e influencia nacional». En 1940, la educación de los africanos fue declarada responsabilidad exclusiva del personal misionero. Todas las actividades de la iglesia, incluida la educación, debían ser subvencionadas por el Estado. En realidad, a las misiones protestantes se les permitía participar en actividades educativas, pero sin subsidio y con la condición de que el portugués fuera el idioma de instrucción.

## Misiones protestantes

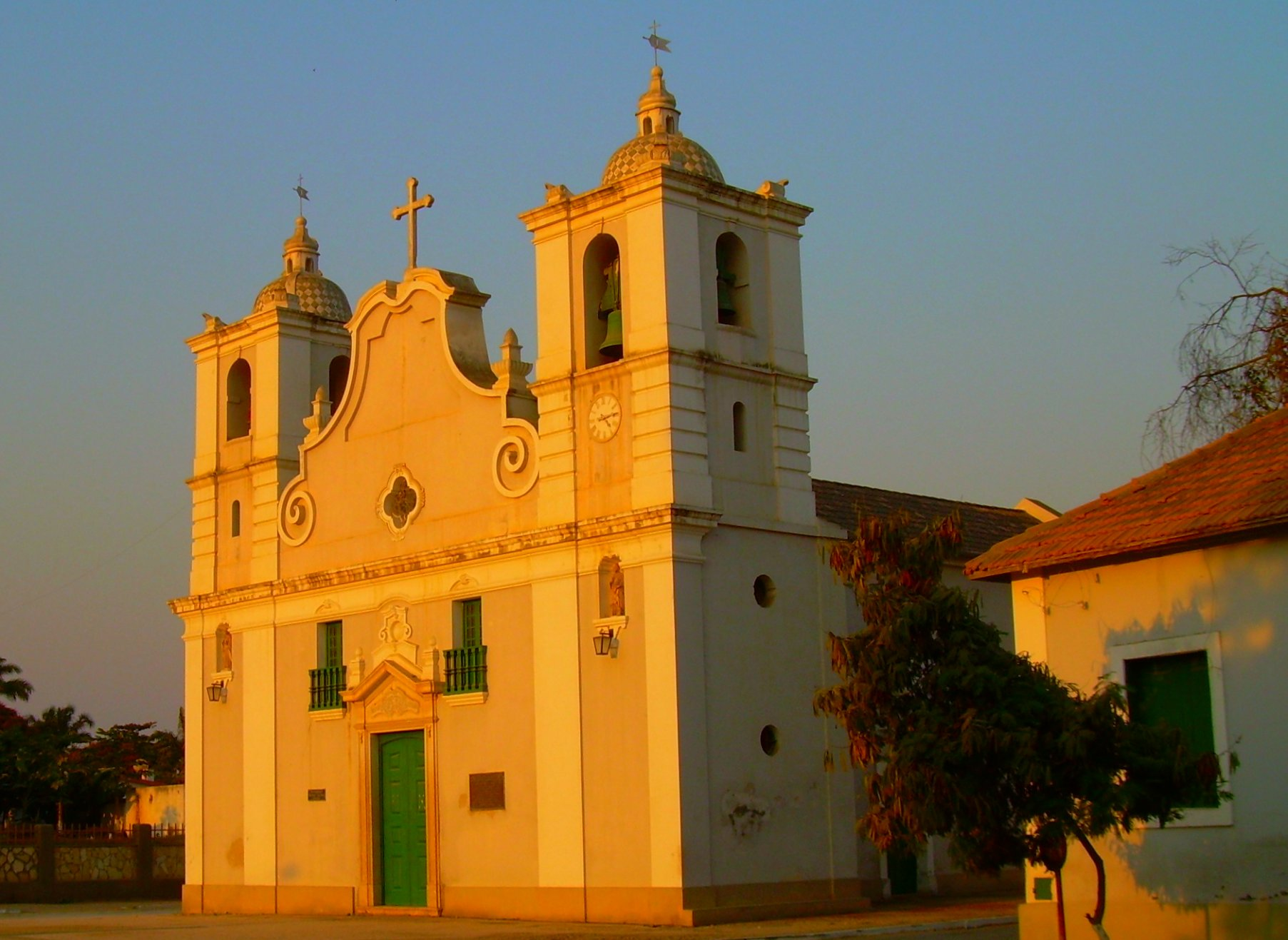
Antigua iglesia portuguesa en Benguela

Las importantes misiones protestantes de los años sesenta, y sus predecesoras, habían llegado a Angola a finales del siglo XIX y, por lo tanto, habían estado en funcionamiento antes de que los portugueses consiguieran establecer el control sobre todo el territorio. Sus primeros años, por lo tanto, se vieron poco afectados por la política y la práctica portuguesas. Antes del establecimiento del Estado Novo en Portugal en 1926, las autoridades vigilaban las misiones protestantes, pero no eran particularmente hostiles a ellas. Sin embargo, los colonos y los administradores locales a menudo eran hostiles, porque los misioneros protestantes tendían a ser protectores de lo que consideraban sus cargos. En aquellos primeros años y más tarde, los misioneros protestantes no sólo eran evangelistas, sino también maestros, curanderos y consejeros, todo ello quizás de una manera paternal, pero de una manera que implicaba un contacto con los africanos más sostenido que el que era característico de los misioneros católicos y de los administradores locales.
Los misioneros protestantes trabajaron para aprender los idiomas locales, en parte para comunicarse mejor con los de su campo misionero, pero sobre todo para traducir el Antiguo Testamento y el Nuevo Testamento a lenguas africanas. Los misioneros protestantes eran mucho más propensos que los administradores y colonos a conocer un idioma local. Los misioneros católicos no enfatizaron de manera similar la traducción de la Biblia y, con algunas excepciones, no se preocuparon por aprender un idioma bantú.
La Iglesia Bautista Evangélica en Angola tiene sus orígenes en una misión británica de la Sociedad Misionera Bautista y la fundación de una iglesia en 1878 en Mbanza Kongo. Fue fundado oficialmente en 1977.
Debido a que determinadas confesiones protestantes estaban asociadas a determinadas comunidades étnicas, la estructura de la organización religiosa estaba vinculada a la estructura de esas comunidades. Esta conexión se produjo en parte por la tendencia de comunidades enteras a recurrir a la variedad del protestantismo que se ofrece localmente. La conversión de individuos aislados era rara. Aquellos individuos que no se hicieron cristianos se mantuvieron en mayor o menor medida adherentes al sistema indígena; a menos que emigraran a una de las ciudades más grandes, las personas de una localidad específica no tenían la opción de otro tipo de cristianismo. Aquellos miembros de una comunidad que aún no se habían hecho cristianos estaban atados por el parentesco y la propincuencia a aquellos individuos que lo habían hecho. Por un lado, los patrones indígenas de relaciones sociales afectaron la organización de la iglesia; por otro lado, la presencia de cristianos en la comunidad afectó la cultura local en diferentes grados. Los cristianos que podían citar las Escrituras en la lengua local le aportaban frases que otros recogían, y los atributos del Dios cristiano, tal como los interpretaba la denominación específica, a veces se apegaban al dios supremo del sistema religioso indígena y típicamente hacían que esa deidad fuera más prominente que antes.
La participación de las iglesias protestantes en los idiomas de sus zonas de misión, su actividad médica y otras actividades de bienestar, y su capacidad para adaptarse a las estructuras locales o, en el caso de los metodistas entre los Mbundu, para ser fortuitamente coherentes con ellos, dio a los protestantes mucha más influencia de la que su número podría sugerir. Por ejemplo, los líderes de los tres principales movimientos nacionalistas en la década de 1970 -el MPLA, UNITA y el FNLA- fueron creados como protestantes, y muchos otros en estos movimientos también eran protestantes, aunque su compromiso haya disminuido con el tiempo.

## Estimaciones

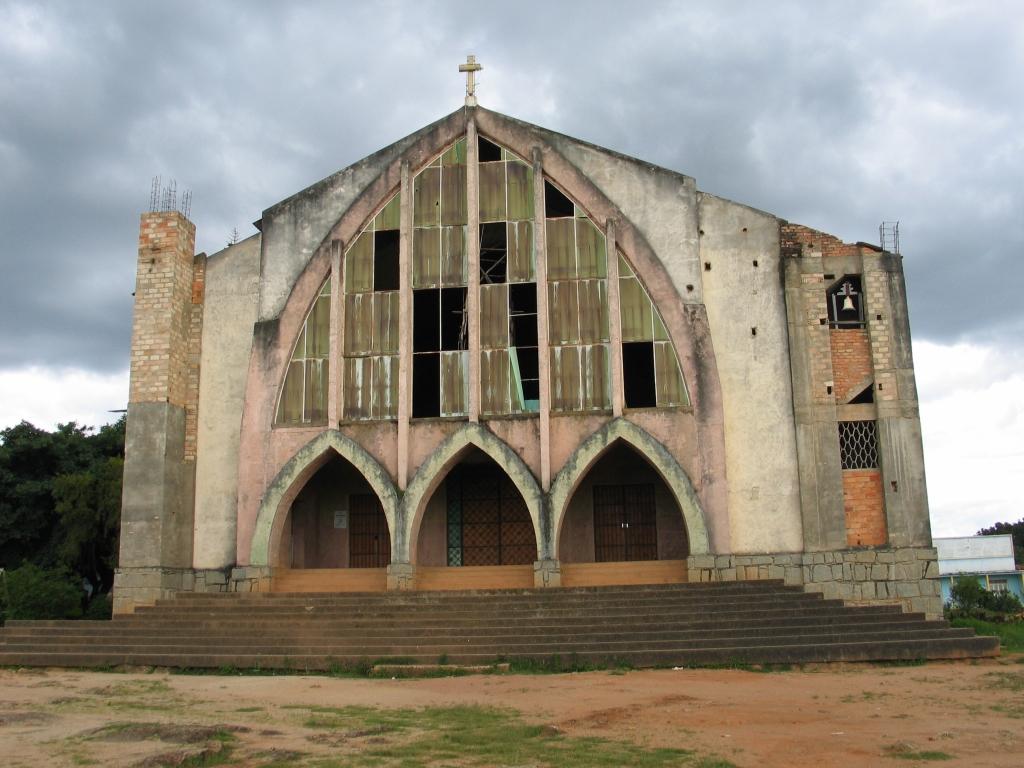
Iglesia Católica en Huambo

Las estimaciones del número de católicos en Angola varían. Una fuente afirmó que alrededor del 55 por ciento de la población en 1985 era católica, y otra calculó que en 1987 la proporción era del 68 por ciento. La mayoría de los católicos vivían en el oeste de Angola, no sólo porque esa parte del país era la más densamente poblada, sino también porque la penetración portuguesa en el lejano interior era relativamente reciente y los misioneros católicos tendían a seguir la bandera. La zona más católica antes de la independencia era la provincia de Cabinda, donde la mayoría de la población era de Bakongo. Los Bakongo en Angola no eran tan católicos, y el protestantismo allí era muy influyente. Había una proporción sustancial de católicos entre los Mbundu en las provincias de Luanda y Cuanza Norte. Menos católicas eran las provincias de Benguela y Huambo, pobladas por los ovimbunduistas, aunque se había estimado que la ciudad de Huambo era católica en dos terceras partes. En los distritos del sur y del este, la proporción de católicos disminuyó considerablemente.
La proporción de protestantes en la población angoleña se estimó entre el 10 y el 20 por ciento a finales de la década de 1980. La mayoría de ellos presumiblemente eran africanos, aunque algunos mestizos pueden haber estado afiliados a una u otra iglesia protestante.
El gobierno reconoció once denominaciones protestantes: la Asamblea de Dios, la Convención Bautista de Angola, la Iglesia Evangélica Bautista Evangélica de Angola, la Iglesia Evangélica Congregacional de Angola, la Iglesia Evangélica de Angola, la Iglesia Evangélica del Suroeste de Angola, la Iglesia Nuestro Señor Jesucristo en el Mundo (Kimbanguist), la Iglesia Evangélica Reformada de Angola, la Iglesia Adventista del Séptimo Día, la Unión de Iglesias Evangélicas de Angola, y la Iglesia Metodista Unida.
A finales de los años ochenta, no se disponía de estadísticas sobre las preferencias cristianas entre los grupos étnicos, pero las proporciones calculadas a partir del censo de 1960 probablemente no habían cambiado significativamente. Según el censo de 1960, alrededor del 21 por ciento de los ovimbundu eran protestantes, pero estimaciones posteriores sugieren un porcentaje menor. El único grupo protestante activo entre los Mbundu era la Misión Metodista, patrocinada en gran parte por la Iglesia Metodista Episcopal de los Estados Unidos. Los datos portugueses de 1960 indicaban que sólo el 8 por ciento de los Mbundu se consideraban protestantes, pero que las misiones protestantes tenían un éxito considerable entre los Dembos. Hasta un 35 por ciento de los bakongo eran considerados protestantes por el censo religioso oficial de 1960, siendo los bautistas los más numerosos.
Además de las iglesias protestantes generadas directamente por las misiones y que continúan en un modelo más o menos ortodoxo, había otros grupos, que provenían al menos en parte de la experiencia protestante, pero que expresaban una tendencia peculiarmente local y que estaban dominados enteramente por africanos. Se desconoce el número de angoleños que se identifican con estas iglesias africanas, pero es razonable suponer que muchos angoleños estaban vinculados a ellas.

## Santos de los Últimos Días
La Iglesia de Jesucristo de los Santos de los Últimos Días tiene más de 1000 miembros en 5 congregaciones en Angola.